# Pavel Belluš
Pavel Belluš (5. června 1930 Ztratená – 23. července 2014 Ružomberok), uváděný chybně i jako Pavol Belluš, byl slovenský fotbalový brankář. V mládežnických kategoriích reprezentoval Československo.
Po únoru 1948 zbavili komunisté jeho otce místa ředitele školy v Topoľčanech, jelikož otcův bratr – politik Samuel Belluš – emigroval do Velké Británie. V roce 1951 pak rodinu Bellušových vyhodili i z topoľčanského bytu. Zachránilo ji Pavlovo angažmá v Žilině, kde rodina našla nový domov a rodiče získali slušné zaměstnání.
Roku 2002 mu byla udělena Cena města Topoľčany – Pocta primátora města.
Od konce 50. let 20. století žil v Ružomberku.

## Hráčská kariéra
S fotbalem začínal v Topoľčanech, kde hrál až do roku 1951. V československé lize chytal za Slovenu/Dynamo Žilina a Sláviu VŠ Bratislava.

### Reprezentace
Reprezentoval ve dvou utkáních. V neděli 31. října 1948 nastoupil za dorosteneckou reprezentaci v bratislavském utkání s Rakouskem (prohra 1:3), v neděli 3. června 1951 chytal v Bratislavě za „Lvíčata ČSR“ proti „Hříbatům MLR“ (juniorské reprezentace, výhra 5:2).

### Prvoligová bilance
| Ročník       | Zápasy | Góly | Minuty | Nuly | Klub                     |
| ------------ | ------ | ---- | ------ | ---- | ------------------------ |
| I. liga 1952 | –      | 0    | –      | –    | ZSJ Slovena Žilina       |
| I. liga 1953 | 13     | 0    | –      | 1    | DŠO Slávia VŠ Bratislava |
| I. liga 1956 | 9      | 0    | –      | –    | TJ Dynamo Žilina         |
| CELKEM       | –      | 0    | –      | –    |                          |